# Phillip Mukomana
Phillip Mukomana (né le 21 avril 1974) est un athlète zimbabwéen, spécialiste du 400 mètres. 

## Biographie
Phillip Mukomana est le porte-drapeau de la délégation du Zimbabwe lors de la cérémonie d'ouverture des Jeux olympiques d'été de 2000.

### Palmarès
| Date | Compétition            | Lieu         | Résultat | Épreuve   | Performance   |
| ---- | ---------------------- | ------------ | -------- | --------- | ------------- |
| 1997 | Championnats du monde  | Athènes      | 6e       | 4 × 400 m | 3 min 01 s 43 |
| 1998 | Championnats d'Afrique | Dakar        | 2e       | 4 × 400 m | 3 min 4 s 47  |
| 1999 | Jeux africains         | Johannesburg | 3e       | 400 m     | 45 s 43       |
| 1999 | Jeux africains         | Johannesburg | 5e       | 4 × 400 m | 3 min 02 s 18 |

### Records
| Épreuve    | Performance | Lieu         | Date              |
| ---------- | ----------- | ------------ | ----------------- |
| 200 mètres | 20 s 62     | Antananarivo | 28 septembre 1996 |
| 400 mètres | 45 s 43     | Johannesburg | 16 septembre 1999 |